# Open Guadeloupe 2013
L'Open Guadeloupe 2013, noto anche come Orange Open Guadalupe, è stato un torneo di tennis facente parte della categoria ATP Challenger Tour nell'ambito dell'ATP Challenger Tour 2013. È stata la 3ª edizione del torneo che si è giocata a Le Gosier in Guadalupa dal 25 al 31 marzo 2013 su campi in cemento e aveva un montepremi di $100,000+H.

## Partecipanti singolare

### Teste di serie
| Nazionalità | Giocatore           | Ranking* | Testa di serie |
| ----------- | ------------------- | -------- | -------------- |
| Francia     | Benoît Paire        | 38       | 1              |
| Rep. Ceca   | Lukáš Rosol         | 64       | 2              |
| Lussemburgo | Gilles Müller       | 67       | 3              |
| Slovacchia  | Lukáš Lacko         | 81       | 4              |
| Ucraina     | Serhij Stachovs'kyj | 106      | 5              |
| Germania    | Matthias Bachinger  | 109      | 6              |
| Germania    | Jan-Lennard Struff  | 116      | 7              |
| Francia     | Marc Gicquel        | 117      | 8              |

- Ranking al 18 marzo 2013.

### Altri partecipanti
Giocatori che hanno ricevuto una wild card:
- Kimmer Coppejans
- Calvin Hemery
- Julien Obry
- Benoît Paire

Giocatori che sono passati dalle qualificazioni:
- Prakash Amritraj
- Roman Borvanov
- Gonzalo Lama
- John Peers

## Partecipanti doppio

### Teste di serie
| Nazionalità | Giocatore       | Nazionalità | Giocatore              | Ranking* | Testa di serie |
| ----------- | --------------- | ----------- | ---------------------- | -------- | -------------- |
| Francia     | Benoît Paire    | Francia     | Édouard Roger-Vasselin | 146      | 1              |
| Germania    | Philipp Marx    | Romania     | Florin Mergea          | 151      | 2              |
| Regno Unito | Jamie Murray    | Australia   | John Peers             | 156      | 3              |
| Stati Uniti | James Cerretani | Canada      | Adil Shamasdin         | 169      | 4              |

- Ranking al 18 marzo 2013.

## Vincitori

### Singolare
Benoît Paire ha battuto in finale  Serhij Stachovs'kyj con il punteggio di 6–4, 5–7, 6–4

### Doppio
Dudi Sela /  Wang Yeu-tzuoo hanno battuto in finale  Philipp Marx /  Florin Mergea con il punteggio di 6–1, 6–2